# 辛科埃斯奎納斯區
辛科埃斯奎納斯區（西班牙語：Cinco Esquinas），是哥斯達黎加的一個區，位於該國中部聖何塞省，始建於1914年7月27日，面積0.66平方公里，海拔高度1,158米，2011年人口5,925，人口密度每平方公里8,977.27人。